# Mark Teixeira
Mark Charles Teixeira (IPA /teɪˈʃɛrə/; Annapolis, 11 aprile 1980) è un ex giocatore di baseball statunitense.
Ha giocato, nel ruolo di prima base, nei Texas Rangers, Atlanta Braves, Los Angeles Angels of Anaheim e nei New York Yankees con i quali ha vinto le World Series nel 2009.
Con la nazionale di baseball degli Stati Uniti d'America ha disputato il World Baseball Classic 2006.

## Premi
- 1 World Series (2009)
- 3 convocazioni all'All-Star Game (2005, 2009, 2015)
- 5 guanti d'oro (2005, 2006, 2009, 2010, 2012)
- 3 Silver Slugger Award (2004, 2005, 2009)
- 1° fuoricampista della American League (2009)
- Ciclo (17 agosto 2004)[2]